# Universidad de Tecnología K. N. Toosi
La Universidad Khajeh Nasir Toosi de Tecnología (KNTU) (persa: ), también conocida como K. N. Toosi Universidad de Tecnología, es una universidad pública en Teherán, Irán, nombrada así en honor al escolar medieval persa Khajeh Nasir Toosi, en persa: دانشگاه صنعتی خواجه نصيرالدين طوسی‎

## Historia

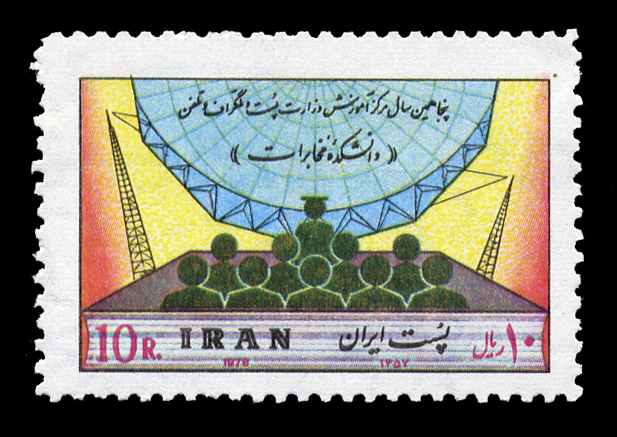
50.ª Conmemoración de Aniversario Sello

La universidad se fundó en 1928, durante el reinado de Reza Shah Pahlavi, en Teherán como el "Instituto de Comunicaciones" (en persa: دانشکده مخابرات‎). Se considera, por tanto, como la institución académica superviviente más antigua del país. (Irán tuvo universidades hace entre 800 y 2000 años, de las cuales tan sólo el nombre, las ruinas y la historia científica han sobrevivido.)
Este instituto fue más tarde ampliado con un departamento de Ingeniería Electrónica y Energía eléctrica. El 50.º aniversario de la fundación de esta institución académica se celebró en 1978, y el Servicio de Correos de Irán publicó un sello conmemorativo de la efeméride, antes de la Revolución islámica de 1979
El departamento de Ingeniería Civil fue fundado en 1955 como un Instituto de topografía. Al este se unieron más tarde los Institutos de Ingeniería Hidráulica e Ingeniería Estructural. El departamento de Ingeniería Mecánica fue fundado en 1973. Estos institutos de educación superior se integraron en 1980 y denominados "Complejo Universitario Técnico e Ingeniería". Como práctica general de rendir homenaje a las figuras científicas y escolares de  la nación, la universidad cambió su nombre en 1984 a "Khajeh Nassir-Al-Deen Toosi (K. N. Toosi) Universidad de Tecnología". Está afiliada al Ministerio de Ciencia, Investigación y Tecnología de Irán.
A partir de 2012, la universidad está planeando proyectos de alta tecnología, incluyendo la producción de un satélite nuevo llamado 'Saar' (Starling) así como recubrimientos para aviones que eluden el radar. La Junta Científica de la universidad también se implica en proyectos industriales, incluyendo lanzaderas para satélites y un helicóptero autónomo de ocho asientos.

## Famoso alumni
- Darioush Rezaeinejad, investigador nuclear y de defensa que fue asesinado en frente de su casa en Teherán este, en julio de 2011.
- Mohammad Ardakani que sirvió como ministro de cooperativas y gobernador de la provincia de Qom.
- Mohammad Aliabadi exvicepresidente y director de la Oraganización de Educación Física de Irán, también fue presidente del Comité Olímpico Nacional de la República Islámica de Irán de 2008 a 2014.
- Ali Motahari Representante de Shabestar en las 8ª elecciones de la Asamblea Consultiva Islámica.
- Ali-Akbar Mousavi Khoeini, elegido miembro del Parlamento en el 6.º Parlamento de Irán.
- Mostafa Mohammad-Najjar, político iraní y exgeneral del ejército. Fue ministro del Interior de Irán de 2009 a 2013 y ministro de Defensa en el primer gabinete de Mahmud Ahmadineyad de 2005 a 2009. También es un veterano de los Cuerpos de la Guardia Revolucionaria Islámica
- Farzad Hassani, actor popular iraní
- Aidin Bozorgi montañero y escalador iraní, desaparecido en Broad Peak.
- Hassan Tehrani Moghaddam, militar iraní de los Cuerpos de la Guardia Revolucionaria Islámica y diseñador de los proyectos de misiles balísticos de Irán.
- Mahmoud Ghandi, ministro de información y comunicaciones, asesinado en el Atentado de Hafte Tir en junio de 1981

## Facultades

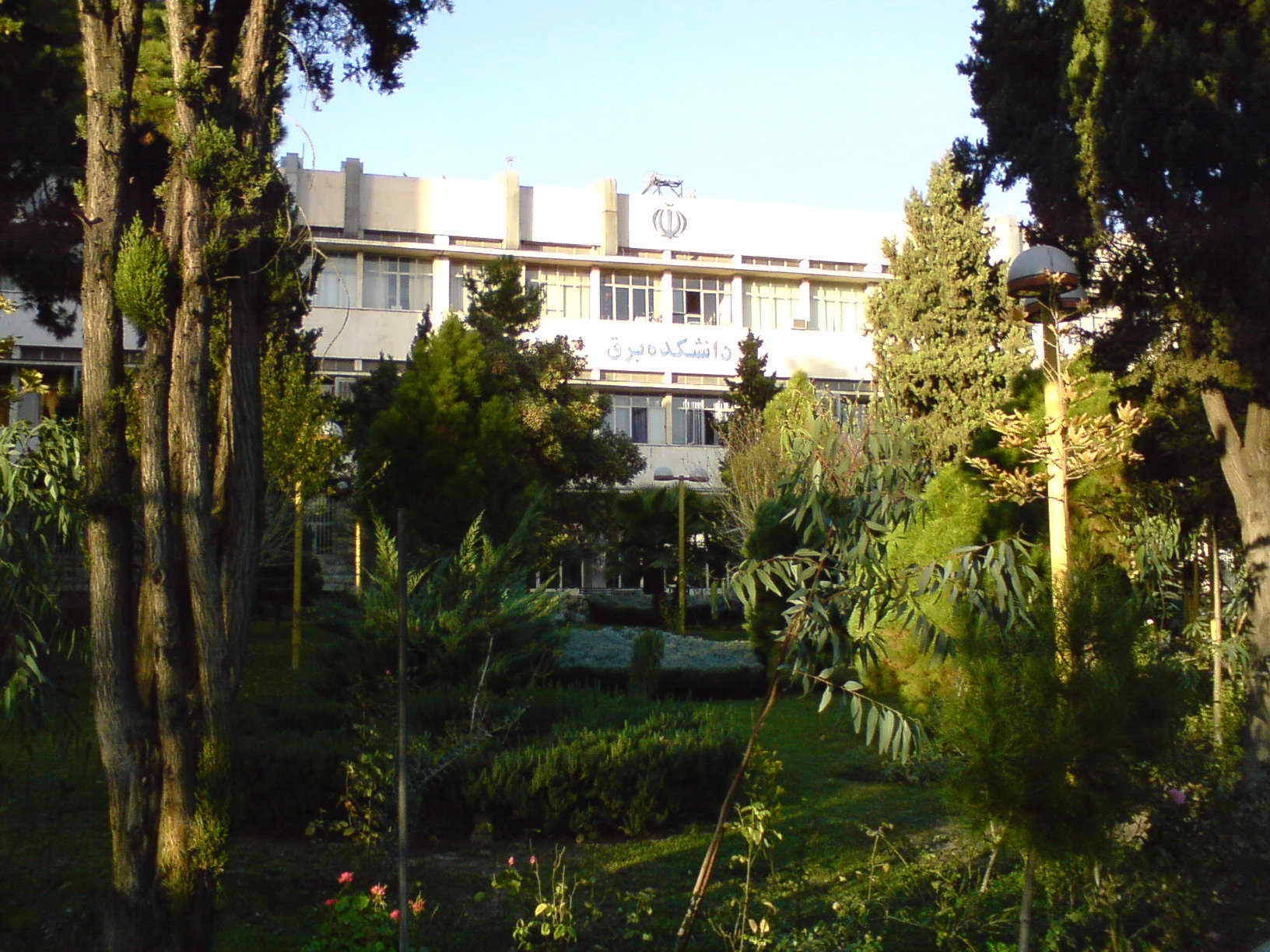
Facultad de Ingeniería Eléctrica

- Facultad de Ingeniería Eléctrica (1928)[2]
- Facultad de Ingeniería Mecánica (1973)[3]
- Facultad de Ingeniería Civil (1955)[1]
- Facultad de Ingeniería Industrial (1998)[4]
- Facultad de Geodesia y Geomatics Ingeniería (1955)[2]
- Facultad de Ingeniería Aeroespacial (2006)[3]
- Facultad de Ingeniería Informática
- Facultad de Ciencia de Materiales e Ingeniería
- Facultad de Química
- Facultad de Físicas
- Facultad de Matemáticas
- El Centro de E-learning (2004)

Debido a los orígenes diversos de la Universidad de Tecnología K. N. Toosi, las facultades no están concentradas en un campus. Como resultado, la universidad tiene cinco campus y un edificio central. Aun así, el plan para centralizar la universidad está en marcha.
Cada facultad tiene su centro de ordenadores propio, biblioteca y oficina de servicios educativos. Todas las bibliotecas están conectadas a la red Simorgh de bibliotecas. Cuenta con instalaciones de viviendas disponibles para hombres, mujeres y parejas. Hay instalaciones de deportes en todos los campus. La universidad está programando el desarrollo de una sucursal en Venezuela y centros de investigación en Teherán.
El Edificio Central en Mirdamad Ave., Teherán, es el órgano de gestión universitario y la presidencia, todas las vicepresidencias, los servicios académicos centrales y la oficina de registro se encuentran en este edificio. La administración de servicios de educación se realiza a través del sistema de administración educativa Golestan, mientras la investigación se gestiona a través del sistema de gestión de investigación Sepid.